# Chalcomela
Chalcomela is een geslacht van kevers uit de familie bladkevers (Chrysomelidae).
De wetenschappelijke naam van het geslacht werd in 1856 gepubliceerd door Joseph Sugar Baly.

## Soorten
- Chalcomela ceccoi Daccordi, 2003
- Chalcomela leai Daccordi, 2003
- Chalcomela nigricollis (Lea, 1916)
- Chalcomela nitida (Baly, 1856)
- Chalcomela splendens Macleay, 1826